# 나가쓰타역
나가쓰타역(일본어: 長津田駅、ながつたえき)은 일본 가나가와현 요코하마시 미도리구에 있는 철도역이다.

## 타는 곳

### 동일본 여객철도
| 1 | ■ 요코하마 선 | 마치다・하시모토・하치오지 방면  |
| 2 | ■ 요코하마 선 | 신요코하마・요코하마·오후나 방면 |

### 도쿄 급행 전철
| 3 | ■ 덴엔토시 선 | 주오린칸 방면                                                                                                 |                               |
| 4 | ■ 덴엔토시 선 | 주오린칸 방면                                                                                                 | (대피선)                      |
| 5 | ■ 덴엔토시 선 | 후타코타마가와・시부야・○ 한조몬 선으로 직결 운행 오시아게 ■도부 철도 이세사키 선으로 직결 운행 가스카베 방면 | (급행열차가 주로 진입함)      |
| 6 | ■ 덴엔토시 선 | 후타코타마가와・시부야・○ 한조몬 선으로 직결 운행 오시아게 ■도부 철도 이세사키 선으로 직결 운행 가스카베 방면 | (각역정차 열차가 주로 진입함) |

#### 고도모노쿠니 선
- 역 시설은 요코하마 고속철도가 소유하고 도쿄 급행 전철이 관리한다.
- 고도모노쿠니 선에는 개찰이 없다,

| 7 | ■ 고도모노쿠니 선 | 온다, 고도모노쿠니 방면 |

## 기타
지명인 경우 나가쓰다(일본어: 長津田)로 읽지만, 역명은 나가쓰타(일본어: 長津田)이다.

## 인접역
| 동일본 여객철도 ■ 요코하마 선    | 동일본 여객철도 ■ 요코하마 선 | 동일본 여객철도 ■ 요코하마 선 |
| -------------------------------- | ----------------------------- | ----------------------------- |
| 나카야마 히가시카나가와 방면     | 쾌속                          | 마치다 하치오지 방면          |
| 도카이치바 히가시카나가와 방면   | 각역정차                      | 나루세 하치오지 방면          |
| 도쿄 급행 전철 ■ 덴엔토시 선     |                               |                               |
| 아오바다이 시부야 방면           | ■ 급행(평일), ■ 준급          | 주오린칸 방면                 |
| 아오바다이 시부야 방면           | ■ 급행(토, 일, 휴일)          | 미나미마치다 주오린칸 방면    |
| 다나 시부야 방면                 | ■ 각역정차                    | 쓰쿠시노 주오린칸 방면        |
| 도쿄 급행 전철 ■ 고도모노쿠니 선 |                               |                               |
| (시종점역)                       |                               | 온다 고도모노쿠니 방면        |